# Bolen dravý
Bolen dravý (Leuciscus aspius) je jediným zástupcem dravých kaprovitých ryb v Česku. Jedná se o dravce, u kterého je zákonem stanovena nejmenší lovná míra. Je to velmi aktivní a plachý druh.

## Popis

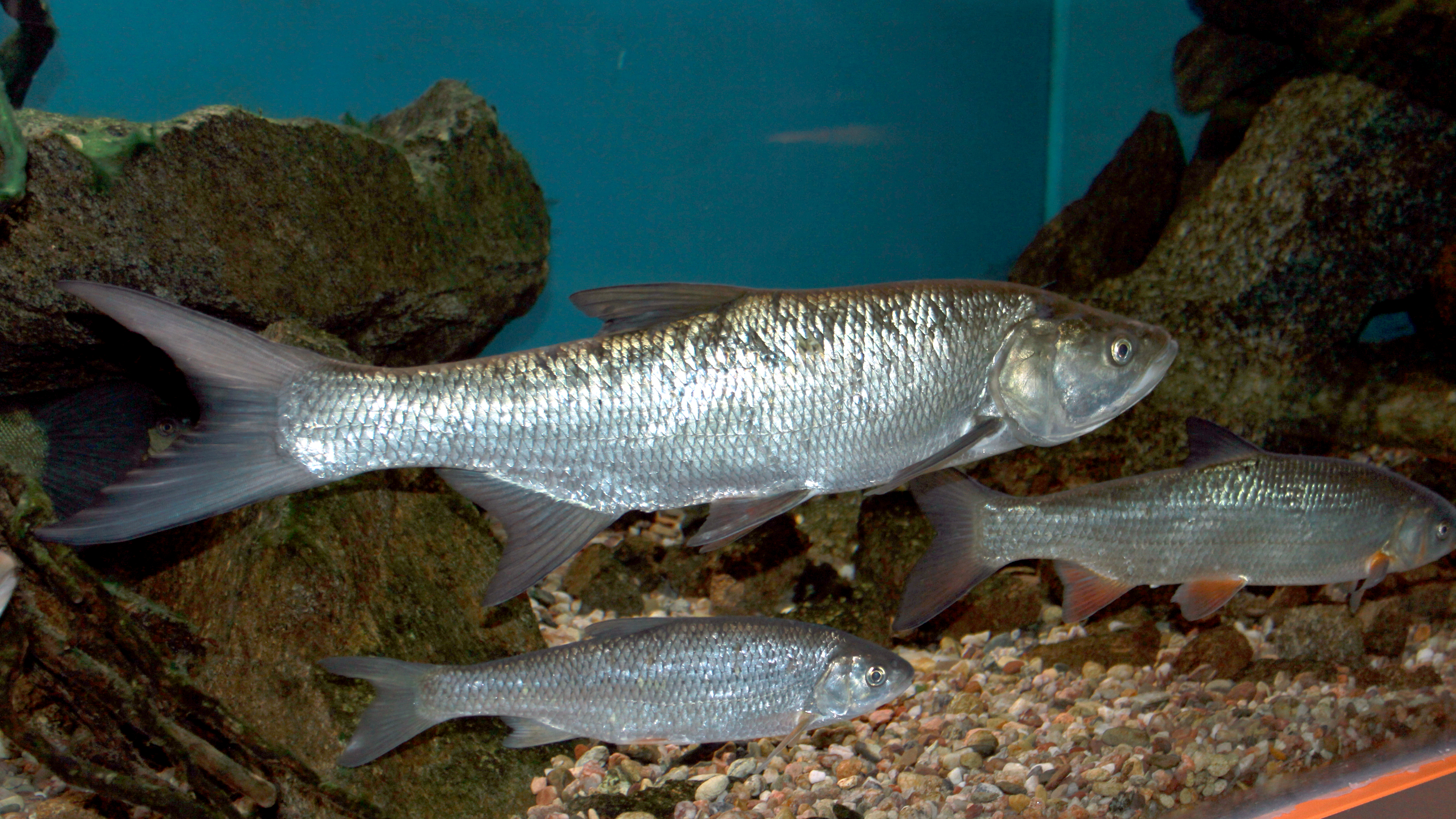
Bolen dravý na výstavě Pod hladinou Vltavy v Praze

Tělo je dlouhé, štíhlé, z boků mírně zploštělé. Hřbet je tmavý, kovový, boky stříbřité. Ploutve bývají načervenalé. Oko zlatavé. Ústa velká, horní postavení. Má 3 Hřbetní paprsky. Dorzální měkké paprsky: 7-9; Řitní paprsky: 3; Řitní měkké paprsky:12 - 15.
Dožívá se nejvýše 15 let. Dorůstá velikosti až 120 cm a hmotnosti 15 kg, běžné úlovky však mají do 60 cm a 2 kg.

## Výskyt
Vyskytují se na otevřené vodě velkých a středně velkých nížinných řek a velkých jezerech. Dospělí boleni obývají dolní toky a ústí řek. Upřednostňují výskyt v blízkosti mostních pilířů, přítoků, podjezí, hlubokých proudů a zarostlých částech řek. Juvenilové žijí v malých hejnech poblíž břehu, ve stáří většinou osaměle v proudu.

## Potrava
Bolen je jediným druhem kaprovitých ryb, který se v dospělosti živí výhradně dravě. V mládí přijímá plankton a drobné bezobratlé. V dospělosti jeho potravu tvoří ryby (především oukleje), obojživelníci a dokonce i ptáci a drobní savci. Vzácně konzumuje i stravu rostlinného původu.

## Rozmnožování

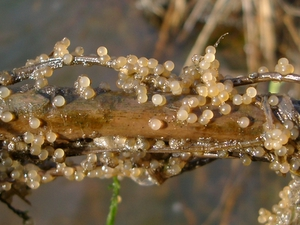
Jikry bolena dravého

Dospívá ve věku okolo 4 let. Tření probíhá v období od dubna do června. Jikry klade v mírně proudících úsecích na štěrkové nebo kamenité dno. Plodnost se pohybuje mezi 50 000 a 400 000 jiker na samici. Reprodukční úspěch pravděpodobně souvisí s nízkou hladinou vody a vysokými teplotami na jaře. Tření probíhá více, než jednu za sezónu a trvá přibližně 2 týdny.

## Bolen dravý a člověk
Z hlediska rybářského práva patří bolen mezi tzv. ušlechtilé druhy ryb. Je účelově chován a vysazován do sportovních revírů. Lze jej lovit na většinu povolených technik lovu ryb (plavaná, položená, přívlač, muškaření). V současnosti je jeho lovná míra stanovena na 40 cm na vodách mimopstruhových, na vodách pstruhových míru nemá. Jeho trofeje bývají rybáři velice ceněny.